# 新店当药
新店当药（学名：Swertia shintenensis），又名新店獐牙菜，为龙胆科当药属下的一个种，台灣特有種。

## 扩展阅读
- 維基物種上的相關：新店当药